# Alys Stephens Center
Alys Stephens Center es el centro de artes escénicas de Birmingham, Alabama.
El Alys Robinson Stephens Performing Arts Center (ASC) es un centro de artes escénicas ubicado en el campus de la University of Alabama. Se llevan a cabo más de 300 eventos anuales y posee 4 salas, una para 1330 espectadores (Jemison Concert Hall), una para 350 (Sirote Theatre) además del Reynolds-Kirschbaum Recital Hall(170) y otro experimental. 